# Pulau Sabunten
Pulau Sabunten är en ö i Indonesien.   Den ligger i provinsen Jawa Timur, i den västra delen av landet, 1 000 km öster om huvudstaden Jakarta. Arean är 14,5 kvadratkilometer.
Terrängen på Pulau Sabunten är mycket platt. Öns högsta punkt är 44 meter över havet. Den sträcker sig 6,0 kilometer i nord-sydlig riktning, och 5,6 kilometer i öst-västlig riktning.